# Лоран Фињон
Лоран Фињон (фр. Laurent Fignon; 12. август 1960 — 31. август 2010) бивши је француски професионални бициклиста у периоду од 1982. до 1993. Рођен је у северном делу Париза, бавио се фудбалом, а пријатељи су га увукли у бициклизам. Професионалну каријеру почео је 1982. а већ наредне године освојио је Тур де Франс, победио је и 1984. Освојио је Ђиро д’Италију 1989. а касније те године водио је велику борбу на Тур де Франсу и изгубио је од Грега Лемонда за 8 секунди, што је најмања разлика у историји Тура. Два пута је освојио Милано—Санремо и по једном Флеш Валон и национално првенство у друмској вожњи. Фињон је у два наврата био позитиван на допинг тесту. Умро је од рака 2010. године.

## Детињство и аматерска каријера
Фињон је рођен у Монмартру, северном делу Париза. Његова породица се преселила у Турнан-ан Бри 1963. где је живио док није напунио 23 године и вратио се у Париз.
Први спорт којим се бавио био је фудбал, док га пријатељи нису увукли у бициклизам 1976. када је. возио своју прву трку и победио је. Његови родитељи нису желели да се трка и он се тркао без њиховог знања. Прве године победио је на још четири трке, а наредне на само једној. Треће године победио је 18 од 36 трка. Родитељи су му дозволили да се такмичи, али су и даље мислили да треба да студира. Почео је да студира материјалну науку на универзитету у Паризу, али није био заинтересован за студирање, већ је хтио да се фокусира на бициклизам. Рекао је родитељима да напушта студије и да ће одслужити војни рок. Након тога, био је сигуран да жели да почне професионалну каријеру.
Године 1981, возио је тур Корзике, трку која је омогућавала аматерима да возе са професионалцима. Фињон је покушавао да прати Бернара Иноа, врхунског професионалца и успевао је у томе у већем делу трке. Сирил Гимард га је позвао да вози национално првенство у тимском хронометру, а у мају 1981. Гимар му је понудио место у Рено Гитан тиму за наредну сезону. Фињон се придружио тиму 1982. са 21 годином.

## Професионална каријера

### 1982.
Године 1982. освојио је трку у Кану и Азурену, уз неколико других и трећих места, пре освајања Критеријума Интернационал. Фињон је затим возио Ђиро д’Италију. Након бега на другој етапи, узео је лидерску мајицу, коју је изгубио на наредној етапи, али је био Иноов најбитнији човек у планинама и завршио је други у класификацији за најбољег младог возача. На крају сезоне завршио је други на Тур д’Авенир трци.

### 1983.
Године 1983. освојио је неколико трка, укључујући и по етапу на Тирено—Адријатико трци и Туру Лимузен. Фињон је био део тима који је помогао Бернару Иноу да освоји Вуелта а Еспању, где је Фињон победио на једној етапи и завршио трећи у класификацији по поенима. Гимар није хтео да га шаље на Тур де Франс, сматрајући да су два гранд тура много за њега. Када је Ино, тада четвороструки победник Тура, објавио да неће учествовати због повреде, тим Рено је био без лидера, Фињон је прикључен тиму за Тур и план је био да се иде на етапне победе. Након девете етапе, Фињон је био други, иза Паскала Симона и дозвољено му је да буде тимски лидер. На десетој етапи, Симон је пао и сломио раме, али је изгубио само мало времена на наредним етапама. Ипак, Симон је напустио Тур током етапе 17 и Фињон је постао нови лидер. Одговорио је на све нападе ривала, а затим је победио на хронометру на етапи 21 и освојио је Тур. Са 22 године, постао је најмлађи победник Тура још од 1933.
Фињон је касније изјавио да је имао среће да освоји Тур 1983. јер да се Ино није повредио, он би био тимски лидер и радио би за њега.
Након Тура, Фињон је остварио још три победе до краја сезоне.

### 1984.
Године 1984. Бернар Ино је променио тим, што је омогућило Фињону да буде лидер тима Рено. Прву победу у сезони остварио је у Лимузену. На Лијеж—Бастоњ—Лијежу завршио је осми, а затим је победио на две етапе на Класико РЦН трци у Колумбији. Две етапе освојио је и на Туру Романдије, пре учешћа на Ђиро д’Италији.
Рено је победио екипни хронометар на отварању Ђира, а Фињон је био лидер до пред крај трке, испред Франческа Мозера. Највећа брдска етапа, на којој је Фињон требало да повећа своју предност јер је бољи брдаш, отказана је због лошег времена. Мозер је на хронометру узео довољно времена и освојио је Ђиро, док је Фињон завршио други и освојио је брдску класификацију, уз једну етапну победу и четири друга места на етапама. Рено је био најбољи тим на Ђиру.
Пре Тура, Фињон је освојио национално првенство. На Туру, борба се водила између Фињона и његовог бившег лидера, Бернара Иноа. Ино је победио на прологу, али је Фињон смањио заостатак након победе његовог тима на екипном хронометру на трећој етапи. Након дугог бега на петој етапи, Фињонов сувозач, Винсент Бертоу је преузео лидерску позицију и 12 дана је носио жуту мајицу. Фињон је победио Иноа на хронометру на седмој етапи за 49 секунди, а затим га је победио и на хронометру на етапи 16 за 33 секунде. На етапи 17, Ино је нападао неколико пута на завршном успону, али га је Фињон пратио и онда је он напао Иноа. Фињон је завршио етапу 3 минута испред Иноа, Винсент Бертоу је изгубио много времена и Фињон је постао нови лидер. До краја је победио на још три етапе и освојио је Тур са 10 минута испред Иноа. После Тура, Фињон је забележио још две победе.

### 1985—1986.
Улазећи у 1985. годину, Фињон се осећао јаче него икад. Победио је на прологу и освојио је друго место на Туру Пиринеја, а затим је освојио трку у Сицилији. Фињон је доживио тешку повреду због које је морао да пропусти Тур де Франс, а до краја сезоне није остварио ниједну победу.
Године 1986, освојио је Бол д ерс трку, Флеш Валон и етапу на Критеријуму Дофине. На Туру је победио на једној етапи, али је био лош у генералном пласману и повукао се током 12 етапе. Након Тура освојио је друго место на гран при десет нација и на трци Монжуика.

### 1987—1988.
Године 1987. освојио је по етапу на трци око Холандије и Луксембурга, где је завршио други у генералном пласману. На Париз—Ници је победио на две етапе и освојио је треће место у генералном пласману. Наговештај повратка у добру форму дошао је освајањем трећег места на Вуелта а Еспањи, коју је освојио Луис Ерера. Тур де Франс, Фињон је завршио на седмом месту, уз освојену једну етапу. На Вуелта Каталонија трци завршио је шести.
Године 1988, освојио је класик Милан—Сан Ремо, етапу на Критеријуму Интернационал и две етапе на Туру Пиринеја. Тур де Франс је опет напустио током 12 етапе.

### 1989.
Године 1989. Фињон је био онај стари, освојио је Тур Холандије, Милан—Сан Ремо, а затим и Ђиро, где је победио на једној етапи.
На Туру, победник 1988. Педро Делгадо био је велики фаворит, а Фињон и Стивен Роуч су конкуренти. Након што је Делгадо каснио на старт пролога скоро три минута, трка је била отворена и почела је борба Фињона и Грега Лемонда. Лемонд је победио хронометар на петој етапи са минут испред Фињона и стекао је предност у генералном пласману од 5 секунди. На десетој етапи, Фињон је узео Лемонду 12 секунди и лидерску позицију. На хронометру на 15 етапи, Лемонд је опет узео време Фињону и вратио се на прво место. Фињон га је поразио на Алп ду Езу и опет је он био лидер, а након победе на етапи 19, имао је 50 секунди предности, а до краја је остао још хронометар од 24 km. Да би победио, Лемонд је морао да узима две секунде по километру. Француске новине су објавиле специјално издање са Фињоновом сликом на насловној страни, све је било спремно да се слави победа. Иако су сматрали да се 50 секунди не може надокнадити за 24 km, Лемонд је одвезао импресивно, био је то најбржи хронометар све до 2015. Фињон је возио прилично добро, завршио је трећи на етапи, али је изгубио 58 секунди од Лемонда и изгубио је Тур са 8 секунди, што је најмања разлика у историји Тура.
Током Тура, Фињон је био у лошим односима са новинарима, често је одбијао да се смије фотографима и да даје интервијуе, новинари су му доделили награду за најмање симпатичног возача.
Када би га питали "Зар ви нисте момак који је изгубио Тур за 8 секунди?" одговорио би "Не, господине, ја сам човек који га је освојио двапут".

### 1990—1993.
Године 1990. освојио је Критеријум Интернационал по други пут и трку шест дана Гренонбла. Возио је и Ђиро и Тур, али није успио да их заврши.
Године 1991. је остварио четири победе. Овога пута завршио је Тур на шестом месту.
Након драматичног Ђира 1992. где је имао криза у планинама, возио је свој предзадњи Тур. Остварио је једну етапну победу и завршио је на 23 месту у генералном пласману. У наставку године освојио је трку у Цаласу.
Године 1993, освојио је Вуелту Мексика, где је забележио једну етапну победу, што му је била задња победа у каријери. Задњи Тур није завршио, напустио га је током 11 етапе. На крају године, завршио је каријеру.

## Допинг
Фињон је био позитиван на амфетамин током гран прија Валоније 1987. где је завршио трећи, а резултат му је поништен. Други пут је био позитиван 1989.
У аутобиографији, Фињон је признао да је користио стимулансе 1980. али је назначио да они не утичу битно на перфомансе возача. Приметио је велике промене у спорту на почетку 90-их, када су почели да користе ЕПО. Фињон је завршио каријеру 1993. када је схватио да се бициклизам променио и да ту више нема места за њега.

## Крај каријере и смрт
Године 1995. основао је организацију Лоран Фињон, са којом је узео организацију трке Париз - Ница, коју је од 2000. године преузела Амаури спортска организација. За лоше резултате француских возача на Туру, окривио је спортске директоре, за које је рекао да немају контролу над возачима.
У јуну 2009. дијагностикован му је рак. У почетку каријере користио је амфетамин и кортизон, али је рекао да не верује да је то имало велику улогу у добијању болести. Фињон је умро у болници 31. августа 2010. у 12.30 по локалном времену. Фињона су надживела оба родитеља, а иза себе је оставио жену и сина и кћерку из првог брака.